# Sede titolare di Valabria
Valabria (in latino: Valabriensis) è una sede titolare della Chiesa cattolica.

## Storia
Valabria (o Valibria), riconducibile a Villamayor de Brea, oggi Mondoñedo in Galizia, fu sede momentanea dei vescovi di Mondoñedo dal 1136 al 1199, prima del trasferimento della sede episcopale a Ribadeo, e poi definitivamente a Mondoñedo.
Dal 1969 Valabria è annoverata tra le sedi vescovili titolari della Chiesa cattolica; dal 18 dicembre 1996 il vescovo titolare è József Tamás, già vescovo ausiliare di Alba Iulia.

## Cronotassi dei vescovi titolari
- Lorenzo Michele Joseph Graziano, O.F.M. † (27 giugno 1969 - 12 febbraio 1976 dimesso)
- Aloysius Matthew Ambrozic † (26 marzo 1976 - 22 maggio 1986 nominato arcivescovo coadiutore di Toronto)
- Martin Veillette (17 ottobre 1986 - 21 novembre 1996 nominato vescovo di Trois-Rivières)
- József Tamás, dal 18 dicembre 1996